# Ндонг, Анри Жюниор
Анри Жюниор Ндонг Нгалеу (фр. Henri Junior Ndong Ngaleu; 23 августа 1992, Битам, Габон) — габонский футболист, центральный защитник сборной Габона.

## Клубная карьера
Реми начал карьеру в габонском клубе «Битам».
Летом 2012 года габонец подписал контракт с французским «Осером», выступавшим в Лиге 2. 24 августа 2012 года Ндонг провёл первый матч за свой новый клуб, выйдя на замену во встрече с «Лавалем».
В сезоне 2012/13 габонец принял участие в 2 матчах Лиги 2, а также провёл 13 игр за резервную команду «Осера».

## Карьера в сборной
Ндонг с 2011 года привлекается к играм сборной Габона. Он был включен в состав на Кубок африканских наций 2012, на котором не сыграл ни одного матча.
Анри Жюниор попал в заявку сборной Габона для участия в Олимпийских играх 2012 в Лондоне. На турнире принял участие в 2 матчах группового этапа.